# 敦克尔施泰讷瓦尔德
敦克尔施泰讷瓦尔德（德語：Dunkelsteinerwald）是奥地利下奥地利州梅尔克县的一个市镇。总面积54.19平方公里，总人口2329人，人口密度43人/平方公里（2012年）。